# Sebastian Komecki (zm. 1680)
Sebastian Komecki herbu Ślepowron (zm. w 1680 roku) – prepozyt sandomierski w 1657 roku, kustosz krakowski, kanonik krakowski, kujawski i płocki,  sekretarz królewski, prepozyt w Książnicach, proboszcz Szewny.
Syn Melchiora i Anny Mokrskiej.
Kilkakrotny deputat na Trybunał Główny Koronny. Pochowany w katedrze krakowskiej.